# Resident Evil (игра)
За филма вижте Заразно зло (филм).
За поредицата вижте Resident Evil (поредица)
Resident Evil (на български: Заразно зло) (издадена също и под заглавието Biohazard) е видеоигра на Capcom, първа част от сървайвал хорър поредицата Заразно зло. Първоначално е публикувана през 1996 г. за Sony PlayStation, а впоследствие е издадена за Sega Saturn и за PC, а след това препубликувана за втори път за PlayStation във форма на Director's Cut. През 2002 г. е издаден и римейк на играта за Nintendo GameCube с нова графика, звуково изпълнение и други значителни промени. Следващият порт на играта е издаден през 2006 г. за Nintendo DS. Наред със Silent Hill, Resident Evil е една от най-известните игри в жанра сървайвал хорър, чието начало е поставено от поредицата Alone in the dark през 1992 г.